# Логвинов, Евграф Дмитриевич
Евграф Дмитриевич Логвинов (1866 — после 1917) — член IV Государственной думы от области войска Донского.

## Биография
Из потомственных дворян области войска Донского, почетный казак станицы Константиновской.
Выдержав экзамен по программе юнкерского училища, поступил на службу столоначальником Сальского окружного полицейского управления. Затем был делопроизводителем управления Донского окружного воинского начальника и, наконец, в 1897—1905 годах — участковым заседателем Сальского округа. В 1906 году был избран атаманом Константиновской станицы, в каковой должности оставался до избрания в Государственную думу. В 1910 году участвовал в областном совещательном собрании, а в 1911 году был избран членом 1-го Донского окружного земельного совета. Состоял членом попечительного совета Константиновской женской гимназии.
В 1912 году был избран в Государственную думу съездом уполномоченных от казачьих станиц Донской области. Примыкал к фракции прогрессистов, со 2-й сессии входил в группу независимых. Состоял членом комиссий: сельскохозяйственной, о путях сообщений, по военным и морским делам, а также по направлению законодательных предположений. Был членом Прогрессивного блока.
Судьба после 1917 года неизвестна. Был женат на дочери есаула Екатерине Алексеевне Алифановой, имел троих детей.